# Types & Shadows
Types & Shadows es el tercer álbum de estudio de la banda estadounidense de metalcore Wolves at the Gate. Fue producido por Will Putney y lanzado el 4 de noviembre de 2016 por Solid State Records.

## Lista de canciones
Todas las canciones escritas y compuestas por Wolves at the Gate. 
| N.º | Título                     | Duración |  |
| 1.  | «Asleep»                   | 3:57     |  |
| 2.  | «Flickering Flame»         | 4:32     |  |
| 3.  | «War in the Time of Peace» | 4:15     |  |
| 4.  | «Anathema»                 | 3:30     |  |
| 5.  | «The Aftermath»            | 4:23     |  |
| 6.  | «Fountain»                 | 3:32     |  |
| 7.  | «Weary Ground»             | 3:16     |  |
| 8.  | «Lowly»                    | 3:40     |  |
| 9.  | «Broken Bones»             | 3:52     |  |
| 10. | «Convalesce»               | 3:38     |  |
| 11. | «Chasing the Wind»         | 4:37     |  |
| 12. | «Hindsight»                | 5:16     |  |
| 13. | «Grave Digger»             | 6:00     |  |

## Personal
Wolves at the Gate
- Nick Detty – voz principal, teclados
- Steve Cobucci – guitarras, voces limpias, piano, producción, ingeniería
- Ben Summers – bajo, coros
- Abishai Collingsworth – batería